# Carta de legitimação
A carta de legitimação era um documento exclusivamente régio, onde o monarca português concedia a qualquer bastardo (filho nascido de uma união não matrimonial) o direito de se tornar legítimo, garantindo-lhe, assim, direitos exclusivos e uma ascensão a certos níveis de regalias jurídicas e sociais, alheias aos filhos ilegítimos.
Esta carta era recorrentemente requisitada pelos membros do clero, que, sem excepção, não podiam ter filhos naturalmente legítimos, devido à sua condição eclesiástica.
O pedido de atribuição da carta de legitimação era feito, regra geral, por escrito, excepto nos casos em que o requerente tinha uma grande proximidade com o rei. Ainda mais excepcionalmente, o pedido podia ser feito pela mãe do bastardo, sendo que a esmagadora maioria das requisições era feita pelo pai.